# 姆邦貝拉
姆邦貝拉，前稱尼爾斯普魯特，是南非東北部一個城市。姆邦貝拉位於鱷魚河畔，莫桑比克邊境以西約110公里（68英里）、約翰內斯堡以東約330公里（210英里）、斯威士蘭邊境以北約82公里（51英里）。其為姆普馬蘭加省的首府及最大城市。

## 历史
姆邦貝拉的历史可以追溯到1895年，当时这里是属于内尔家族的一个牧场，他们冬季期間在水草丰茂的草原周圍上放牧牛群。由于这里是南来北往的交通要道，因此新修的铁路在这里设立了一个车站，站名叫“内尔斯普雷特（Nelspruit）站”，“Pruit”在南非語中是小河、溪流的意思，因此内尔斯普雷特站的意思是“河边的内尔牧场站”。在布爾戰爭期間，它曾短暫擔任獨立布爾共和國——南非共和國政府所在地。
該定居點是19世紀後期荷蘭-南非鐵路公司建造的東部鐵路關鍵中轉站，該鐵路從新發現的威特沃特斯蘭德金礦區到葡屬東非（今莫桑比克）的德拉哥雅灣（今馬普托）。
在赫拉斯科普和巴伯頓等地區發現的黃金進一步促進其發展。
由于这里位于鳄鱼河平坦的谷地，土壤富饶、水源丰富，因此受到了商人和农场主的青睐。早期这里疟疾流行，如同受到诅咒，但是这里还是快速地变成了南非最大的烟草、荔枝、芒果、香蕉、鳄梨的产地。同时，经过努力，几十年前这里就消灭了疟疾。目前，内尔斯普雷特带动着穆玛蓝伽这个快速发展省份的经济脉搏。
姆邦貝拉和周邊地區擁有桑人藝術。

### 更名
2009年10月，南非政府將其更名為姆邦貝拉，與其隸屬的地方自治市同名。由於更名一事，低地草原商業和旅遊商會與南非高等法院接洽。低地草原商業和旅遊商會認為名稱在變更之前沒有諮詢公眾。2014年5月，北豪登省高等法院批准更名，並決定將姆邦貝拉這一名稱保留。

## 教育和研究機構

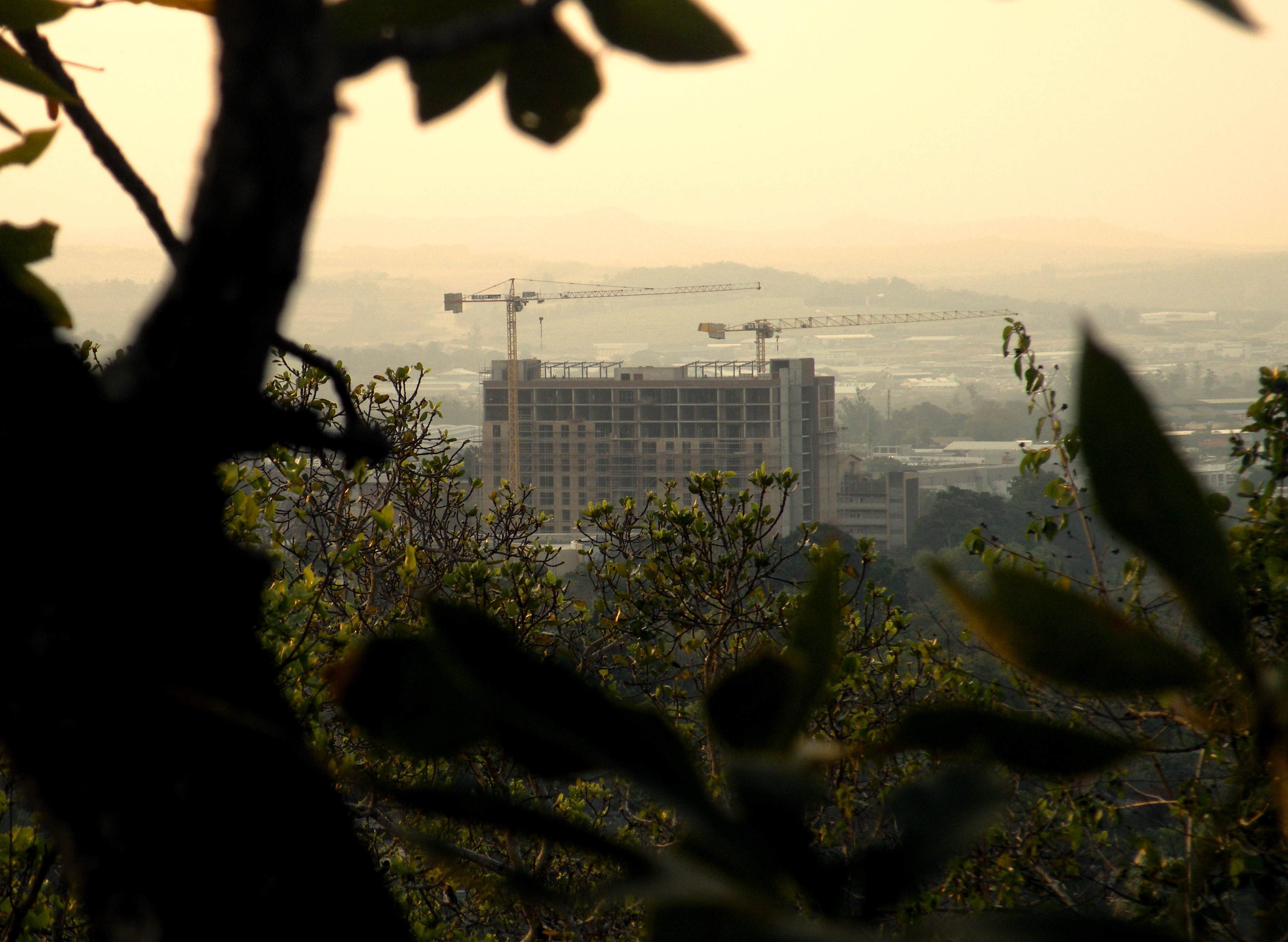
擴建中的羅布·費雷拉省立醫院。

姆邦貝拉於2014年成立普馬蘭加大學，最初招收了140名學生。
該市設有技術和職業教育與培訓學院。低地草原農業學院位於城外，毗鄰姆普馬蘭加省立法機構。
茨瓦內科技大學在姆邦貝拉設有一個衛星校區，有超過1,500名學生。南非大學在該市設有辦事處，並提供遠程課程。
該市有四所主要的公立高中。最近該地區的私立學校數量有所增加。
姆邦貝拉是農業研究委員會熱帶與亞熱帶作物研究所以及低地草原植物園的所在地。柑橘研究國際在該市擁有一個主要設施。低地草原農業學院還在植物學領域開展研究。

## 運輸

### 道路

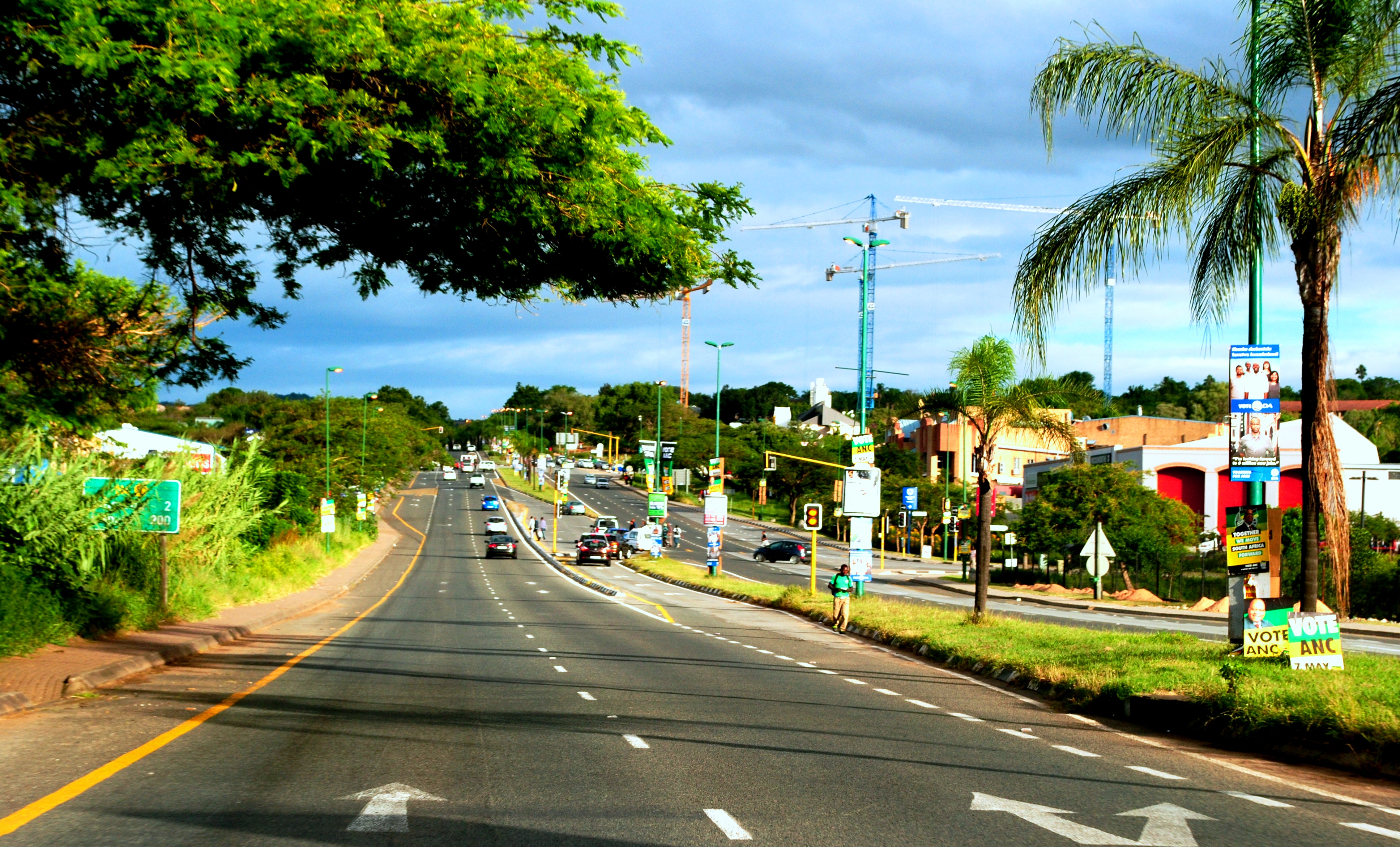
進入城市的主要道路（4號國道）。

姆邦貝拉位於馬普托走廊上，其為一條連接約翰內斯堡和莫桑比克馬普托的主要貿易路線，與跨喀拉哈里走廊共同形成一條橫跨整個次大陸的運輸幹線，從大西洋的納米比亞華維斯灣到印度洋的馬普托。N4是收費的主幹道，有一條雙車道高速公路，一直延伸到約翰內斯堡和比勒陀利亞。

### 機場
這個城市有兩個機場。克留格爾普馬蘭加國際機場位於該市東北約27公里（17英里），於2001年啟用，有定期航班飛往約翰內斯堡、開普敦和德班。國際目的地包括贊比亞的利文斯頓和莫桑比克的維蘭庫洛。這個造價3.6億蘭特的機場有一條3.1公里（10,170.6英尺）的跑道，能夠處理波音747大小的飛機。目前，機場每年處理約250,000名乘客。
尼爾斯普魯特機場位於該市西南約9公里（6英里）處，是該市擁有和由自治市操作的原機場。機場有超過一百架飛機。大多數飛機都是私人擁有的，但也有幾架商用飛機。機場有幾個授權維護組織、消防、包機和培訓公司。該機場的跑道長度為875米（2870英尺），其潛在作戰範圍有限。該地區的地形限制了機場擴張。

## 經濟

### 金融
姆邦貝拉是姆普馬蘭加省的金融和銀行中心。所有四家主要的南非銀行都在這裡設有省級總部。

### 零售
鄰近的莫桑比克和斯威士蘭遊客與消費者對該市的零售業有著強大的推動。這個城市有各種主要的購物中心和商場，最著名的是Riverside和Ilanga購物中心。最近，該市引入了各種其他購物目的地，如“穿越購物中心”和“市中心”。
由於許多新車從這裡出口到鄰國，其汽車零售業也非常強勁。

### 行業
該市是錳金屬公司和Delta EMD的所在地，它們共同構成世界上最大的錳加工廠之一。有幾個中型產業支持著農業和林業部門。儘管2008年以來的經濟在不斷衰退，但其亦有蓬勃發展的建築業。

### 農業
該地區有許多柑橘農場。 它是南非東北部的重要農業加工中心。主要產業包括對柑橘類水果和其他農產品的罐頭製造、榨汁和提取。肥沃的土壤和亞熱帶氣候為柑橘和熱帶水果的生長提供了完美的條件，主要是芒果、香蕉、鱷梨、番木瓜和澳大利亞堅果。該地區每年生產700多噸澳大利亞堅果。
糖也是該地區的大型產業。塞拉提糖的生產商TSB位於該市以東幾公里處。該地區的低窪地區點綴著甘蔗農場。

### 林業
其經濟嚴重依賴林業部門。SAPPI在該市西部有一家造紙廠，最近進行了升級，生產各種用途的纖維素纖維。姆邦貝拉是Working on Fire母公司KISHUGU的全球總部。該地區有許多與木材相關的行業，如木材與鋸木廠和家具、板條箱以及紙箱製造業。

## 友好城市
姆邦貝拉與以下城市為友好城市：
- 葡萄牙馬亞
- 挪威奧斯陸
- 中華人民共和國內蒙古自治區包頭市
- 中華人民共和國长春市

莫桑比克在該市設有領事館。

## 氣候
姆邦貝拉屬副熱帶濕潤氣候，冬季溫和，夏季炎熱。由於海拔高度，夏天沒有人們想像的那麼熱。夏季炎熱，有些潮濕，降水量很大。這個城市的冬天乾燥，白天氣溫相對溫暖，晚上氣溫低。
| 姆邦貝拉            | 姆邦貝拉  | 姆邦貝拉  | 姆邦貝拉 | 姆邦貝拉 | 姆邦貝拉 | 姆邦貝拉 | 姆邦貝拉 | 姆邦貝拉 | 姆邦貝拉 | 姆邦貝拉 | 姆邦貝拉  | 姆邦貝拉  | 姆邦貝拉   |
| 月份                | 1月       | 2月       | 3月      | 4月      | 5月      | 6月      | 7月      | 8月      | 9月      | 10月     | 11月      | 12月      | 全年       |
| ------------------- | --------- | --------- | -------- | -------- | -------- | -------- | -------- | -------- | -------- | -------- | --------- | --------- | ---------- |
| 历史最高温 °C（°F） | 40 (104)  | 39 (102)  | 38 (100) | 36 (97)  | 35 (95)  | 32 (90)  | 32 (90)  | 35 (95)  | 38 (100) | 40 (104) | 38 (100)  | 38 (100)  | 40 (104)   |
| 平均高温 °C（°F）   | 29 (84)   | 29 (84)   | 28 (82)  | 27 (81)  | 25 (77)  | 23 (73)  | 23 (73)  | 25 (77)  | 27 (81)  | 27 (81)  | 27 (81)   | 28 (82)   | 27 (81)    |
| 平均低温 °C（°F）   | 19 (66)   | 19 (66)   | 18 (64)  | 14 (57)  | 10 (50)  | 6 (43)   | 6 (43)   | 9 (48)   | 12 (54)  | 14 (57)  | 17 (63)   | 18 (64)   | 13 (55)    |
| 历史最低温 °C（°F） | 11 (52)   | 11 (52)   | 10 (50)  | 5 (41)   | 2 (36)   | −2 (28)  | −1 (30)  | −1 (30)  | 2 (36)   | 5 (41)   | 10 (50)   | 10 (50)   | −2 (28)    |
| 平均降水量 mm（）   | 127 (5.0) | 108 (4.3) | 90 (3.5) | 51 (2.0) | 15 (0.6) | 9 (0.4)  | 10 (0.4) | 10 (0.4) | 26 (1.0) | 75 (3.0) | 115 (4.5) | 131 (5.2) | 767 (30.2) |
| 平均降水天数        | 14        | 12        | 12       | 7        | 4        | 2        | 2        | 3        | 5        | 11       | 15        | 14        | 100        |
| 来源：南非氣象局    |           |           |          |          |          |          |          |          |          |          |           |           |            |